# マルク・ディアケイジー
マルク・ディアケイジー（Marc Diakiese、1993年3月13日 - ）は、コンゴ民主共和国の男性総合格闘家。キンシャサ出身。イングランド・マンチェスター在住。アメリカン・トップチーム所属。マーク・ ディアキーシーとも表記される。

## 来歴
コンゴ民主共和国（旧ザイール共和国）で生まれ、12歳の時にイギリスに移住した。
総合格闘技をよく知らなかったがたまたま地元の総合格闘技ジムに足を踏み入れたのをきっかけにトレーニングを始めた。
2013年9月21日、プロデビュー戦でTKO勝ちを収めた。

### UFC
2016年10月8日、UFC初参戦となったUFC 204でルーカス・サエウスキーと対戦し、パンチ連打でTKO勝ち。
2017年3月18日、UFC Fight Night: Manuwa vs. Andersonでティーム・パッカランと対戦し、右フックでKO勝ち。パフォーマンス・オブ・ザ・ナイトを受賞した。
2020年7月19日、UFC Fight Night: Figueiredo vs. Benavidez 2でラファエル・フィジエフと対戦し、0-3の判定負け。敗れはしたものの、ファイト・オブ・ザ・ナイトを受賞した。

## 人物・エピソード
- UFCファイターでは初となるイギリスのゲイ雑誌『Gay Times Magazinen』の表紙を飾った[3]。
- 既婚者であり、一男一女を儲けている。

## 戦績
| 総合格闘技 戦績 | 総合格闘技 戦績 | 総合格闘技 戦績 | 総合格闘技 戦績 | 総合格闘技 戦績 | 総合格闘技 戦績 | 総合格闘技 戦績 |
| --------------- | --------------- | --------------- | --------------- | --------------- | --------------- | --------------- |
| 25 試合         | (T)KO           | 一本            | 判定            | その他          | 引き分け        | 無効試合        |
| 17 勝           | 6               | 1               | 10              | 0               | 0               | 0               |
| 8 敗            | 1               | 3               | 4               | 0               | 0               | 0               |

| 勝敗 | 対戦相手                   | 試合結果                     | 大会名                                                                | 開催年月日     |
| ×    | ガジ・ラバダノフ           | 1R 0:32 TKO（パウンド）      | PFL Warld Tournament 1st Round 【2025年PFLライト級トーナメント1回戦】 | 2025年4月19日  |
| ○    | カウエ・フェルナンデス     | 5分3R終了 判定2-1            | UFC Fight Night: Almeida vs. Lewis                                    | 2023年11月4日  |
| ×    | ヨエル・アルバレス         | 2R 4:26 ブラボーチョーク     | UFC Fight Night: Aspinall vs. Tybura                                  | 2023年7月22日  |
| ×    | マイケル・ジョンソン       | 5分3R終了 判定0-3            | UFC on ESPN 42: Thompson vs. Holland                                  | 2022年12月3日  |
| ○    | ダミア・ハゾビック         | 5分3R終了 判定3-0            | UFC Fight Night: Blaydes vs. Aspinall                                 | 2022年7月23日  |
| ○    | ヴィチェスラフ・ボルシェフ | 5分3R終了 判定3-0            | UFC on ESPN 33: Blaydes vs. Daukaus                                   | 2022年3月26日  |
| ×    | ハファエル・アウベス       | 1R 1:48 ギロチンチョーク     | UFC Fight Night: Holloway vs. Rodríguez                               | 2021年11月13日 |
| ×    | ラファエル・フィジエフ     | 5分3R終了 判定0-3            | UFC Fight Night: Figueiredo vs. Benavidez 2                           | 2020年7月19日  |
| ○    | ランド・バンナータ         | 5分3R終了 判定3-0            | UFC Fight Night: Hermansson vs. Cannonier                             | 2019年9月28日  |
| ○    | ジョセフ・ダフィー         | 5分3R終了 判定3-0            | UFC Fight Night: Till vs. Masvidal                                    | 2019年3月16日  |
| ×    | ナスラット・ハクパラスト   | 5分3R終了 判定0-3            | UFC Fight Night: Shogun vs. Smith                                     | 2018年7月22日  |
| ×    | ダン・フッカー             | 3R 0:42 ギロチンチョーク     | UFC 219: Cyborg vs. Holm                                              | 2017年12月30日 |
| ×    | ドラッカー・クロース       | 5分3R終了 判定1-2            | The Ultimate Fighter 25 Finale                                        | 2017年7月7日   |
| ○    | ティーム・パッカラン       | 1R 0:30 KO（右フック）       | UFC Fight Night: Manuwa vs. Anderson                                  | 2017年3月18日  |
| ○    | フランキー・ペレス         | 5分3R終了 判定3-0            | UFC Fight Night: Lewis vs. Abdurakhimov                               | 2016年12月9日  |
| ○    | マーカス・サエウスキー     | 2R 4:40 TKO（パンチ連打）    | UFC 204: Bisping vs. Henderson 2                                      | 2016年10月8日  |
| ○    | ケイン・ムーサ             | 1R 0:26 KO（パンチ）         | BAMMA 25: Champion vs. Champion 【BAMMA英国ライト級タイトルマッチ】   | 2015年10月24日 |
| ○    | リック・セルバラジャ       | 1R 0:24 TKO（パンチ）        | BAMMA 22: Duquesnoy vs. Loughnane 【BAMMA英国ライト級タイトルマッチ】 | 2015年9月19日  |
| ○    | ジャック・マクガン         | 5分3R終了 判定3-0            | BAMMA 19: Petley vs. Stapleton 【BAMMA英国ライト級王座決定戦】        | 2015年3月28日  |
| ○    | ヴァーノン・オニール       | 5分3R終了 判定3-0            | BAMMA 17: Fletcher vs. Brightmon                                      | 2014年12月6日  |
| ○    | ジェファーソン・ジョージ   | 5分3R終了 判定3-0            | BAMMA 16: Daley vs. da Rocha                                          | 2014年9月13日  |
| ○    | ダニー・ウェールズ         | 1R 2:16 リアネイキドチョーク | CSFC 8: Grant vs. Stoyanov                                            | 2014年6月28日  |
| ○    | ヤコブ・グリジェゴルゼク   | 5分3R終了 判定3-0            | Caged Steel Fighting Championships 7                                  | 2014年3月29日  |
| ○    | トム・アーンショー         | 1R 4:52 TKO（パンチ）        | Cage Kumite 2 【Cage Kumiteライト級王座決定戦】                       | 2013年11月1日  |
| ○    | ハリス・ネオフィトゥ       | 1R 1:27 TKO（パンチ）        | MMA Total Combat 55 【MMATCライト級王座決定戦】                       | 2013年9月21日  |

## 獲得タイトル
- MMATCライト級王座（2013年）
- Cage Kumiteライト級王座（2013年）
- 第3代BAMMA英国ライト級王座（2015年）

## 表彰
- ブラジリアン柔術 紫帯
- UFC パフォーマンス・オブ・ザ・ナイト（1回）[1]